# Brovkove (Șpîlivka), Sumî
Brovkove (în ucraineană Бровкове) este un sat în comuna Șpîlivka din raionul Sumî, regiunea Sumî, Ucraina.

## Demografie
Componența lingvistică a localității Brovkove
     Ucraineană (88,89%)
     Rusă (11,11%)
Conform recensământului din 2001, majoritatea populației localității Brovkove era vorbitoare de ucraineană (88,89%), existând în minoritate și vorbitori de rusă (11,11%).